# Wasserwirbelbrunnen
Der Wasserwirbelbrunnen gehört zu den Bergheimer Sehenswürdigkeiten und Kunstwerken. Er befindet sich auf dem Konrad-Adenauer-Platz vor dem Veranstaltungshaus „MEDIO.RHEIN.ERFT“ in der Kreisstadt Bergheim im Rhein-Erft-Kreis in Nordrhein-Westfalen.

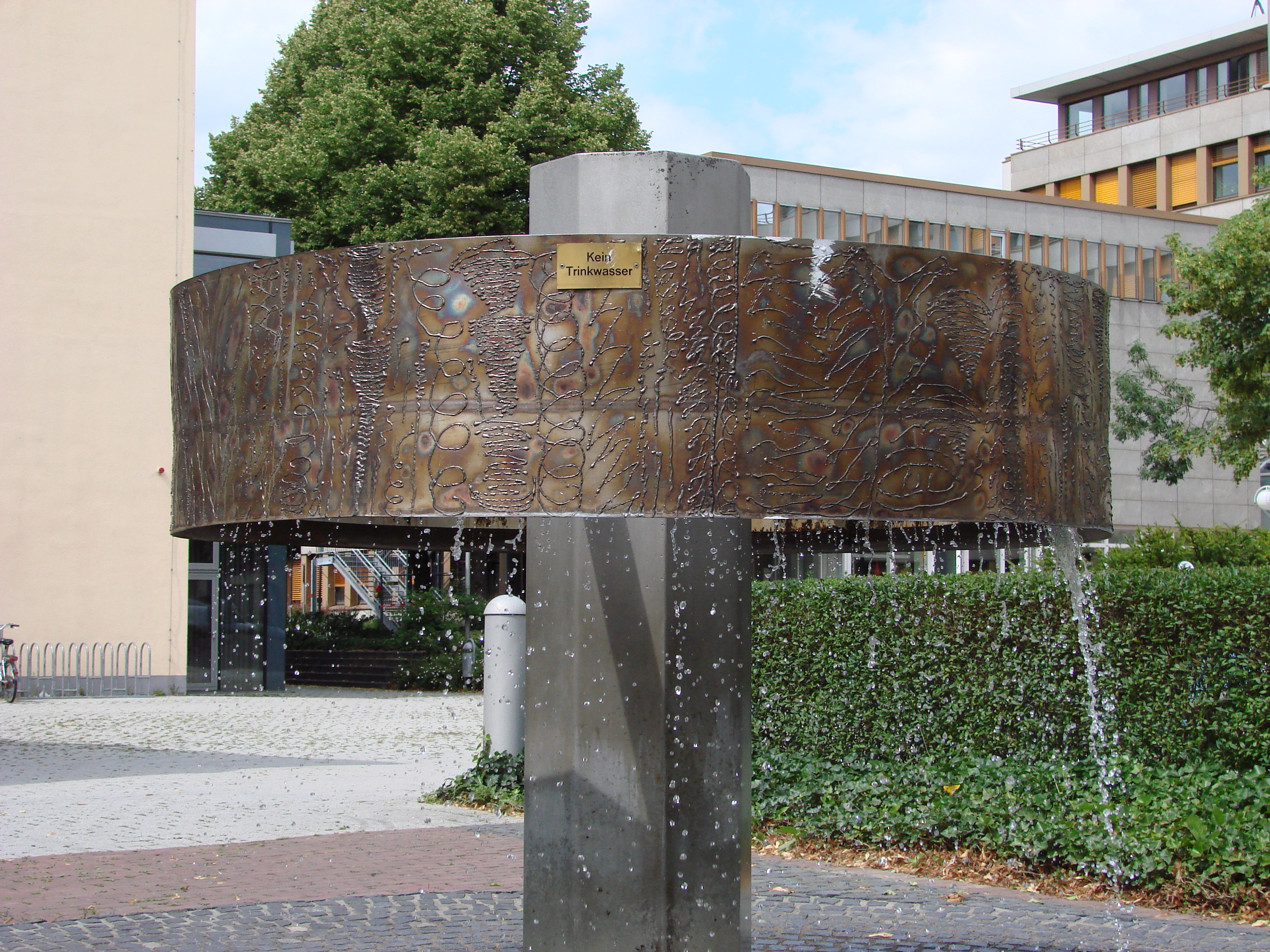
Der Wasserwirbelbrunnen in Bergheim

## Geschichte und Beschreibung
Der Landschaftsarchitekt Horst Victor Calles, der maßgeblich an der Gestaltung der Bergheimer Fußgängerzone beteiligt war, entwarf den Brunnen 1981. Der Brunnen besteht aus einem sechseckigen Betonschaft, der oben von einem ringförmigen Edelstahlband umgeben ist, von dem inwandig das Wasser herabfällt. Die Edelstahlfläche ist reliefiert. Die Strukturen erinnern an Wellenformen und Wasserwirbel. Das Wasser wird von einer kreisförmigen, gepflasterten Mulde im Erdboden aufgenommen. Das Kreismotiv wird von der Pflasterung, die konzentrisch um den Brunnen angeordnet ist, aufgegriffen.